# 발데마르스비크시

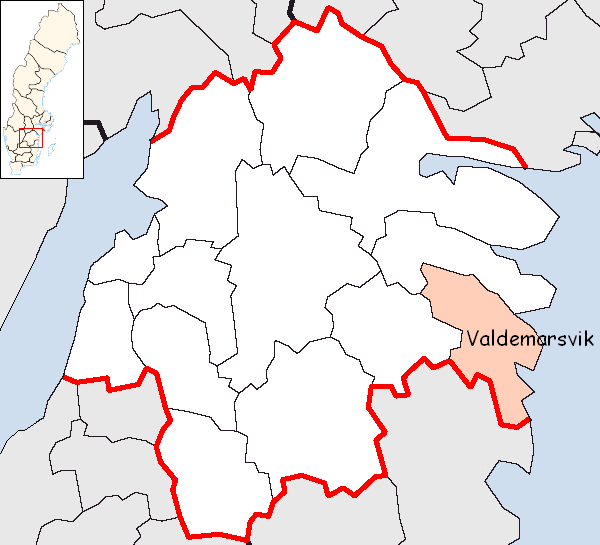
발데마르스비크 시의 위치

발데마르스비크시(스웨덴어: Valdemarsvik kommun)는 스웨덴 외스테르예틀란드주에 위치한 지방 자치체로 행정 중심지는 발데마르스비크이며 면적은 2,049.56km2, 인구는 7,809명(2016년 12월 31일 기준), 인구 밀도는 3.8명/km2이다.

시 문장